# Сулими (Роменський район)
Сулими́ — село в Україні, в Сумській області, Роменському районі. Населення становить 488 осіб. Входить до складу Хмелівської сільської громади. До 2020 орган місцевого самоврядування — Сулимівська сільська рада.

## Географія
Село Сулими розташоване на березі річки Бишкінь, неподалік її витоків. Нижче за течією на відстані 4,5 км — село Сміле. На відстані 2 км — села Коновали та Дзеркалька.
Поруч пролягає автомобільний шлях Т 1907.

## Історія
Село Сулими відоме з 1670 року. Сулими постраждали внаслідок геноциду українського народу, проведеного урядом СРСР 1923—1933 та 1946—1947 роках.
12 червня 2020 року, відповідно до розпорядження Кабінету Міністрів України № 723-р «Про визначення адміністративних центрів та затвердження територій територіальних громад Сумської області», село увійшло до складу Хмелівської сільської громади.
19 липня 2020 року, в результаті адміністративно-територіальної реформи та ліквідації Роменського району(1930-2020), громада увійшла до складу новоутвореного Роменського району.

## Політика

### Парламентські вибори, 2019
На позачергових парламентських виборах 2019 року у селі функціонувала окрема виборча дільниця № 590536, розташована у приміщенні школи.
Результати
- зареєстровано 245 виборців, явка 58,37%, найбільше голосів віддано за «Слугу народу» — 40,85%, за Всеукраїнське об'єднання «Батьківщина» — 16,90%, за Радикальну партію Олега Ляшка — 14,08%[3]. В одномандатному окрузі найбільше голосів отримав Максим Гузенко (Слуга народу) — 36,62%, за Віктора Ладуху (Всеукраїнське об'єднання «Батьківщина») — 18,31%, за Анатолія Кобзаренка (самовисування) — 15,49%[4].

## Економіка
- Молочнотоварна та свинотоварна ферми (зруйновані).
- ТОВ «ім. 1 травня».

## Населення

### Мова
Розподіл населення за рідною мовою за даними :
| Мова       | Кількість | Відсоток |
| ---------- | --------- | -------- |
| українська | 484       | 99.18%   |
| російська  | 4         | 0.82%    |
| Усього     | 488       | 100%     |

## Соціальна сфера
- Школа I—II ст. (закрита)
- Будинок культури
- Сільська рада
- 4 магазини
- Відділення поштового зв'язку

## Відомі люди

### Відомі уродженці
- Оксак Григорій Анатолійович (нар. 1968) — головний лікар Полтавської обласної клінічної лікарні ім. М. В. Скліфосовського, Заслужений лікар України.